# ボイストレーニング
ボイストレーニング（和製英: Voice＋training）は、「声楽家・俳優など、発声が重要なポイントになる職業の人が行う声のトレーニング方法」を指す和製英語である。発声練習（はっせいれんしゅう）とも呼ばれることがある。
ボイストレーニングを行う者をボイストレーナーといい、英語圏では、ボーカルコーチ（en:Vocal coach）や、音声教育者（en:Vocal pedagogists）もボイストレーナーに含まれるものとされている。

## 概要
ボイストレーニングを受ける人は、アマチュア・プロフェッショナルを問わず、歌手や役者をしている人が多い。また、その職業に就いている人・目指している人は、本格的なトレーニングを受けていることもある。また、近年は日常生活やビジネスの場において「魅力的な声を出すことによりコミュニケーション能力を高める」ことを謳い文句とするボイストレーニングも行われており、一般にも教本などが発売されている。
その他、腹式呼吸をする事で、体が引き締まり痩せやすくなるとも言われることもあるが、医学的根拠は無く、容姿より歌唱力が重視される音楽分野では太った歌手もよく見られ、「豊かな体格から豊かな声が生まれる」という考えも根強く残っている。
ボイストレーニングの方法については、クラシック・ポピュラー音楽や、耳鼻咽喉科の関係者が、それぞれ情報交換や交流も行いながら研究を進めている。ただし、日本ではクラシック音楽関係者の間ではもっぱら『発声法』という言葉が用いられ、「ボイストレーニング」という言葉は「ポピュラー音楽のための発声法の訓練」を指すものとして捉えられている。また、民謡・長唄などの邦楽でも、一部の歌唱指導者の間でボイストレーニングが取り上げられている。

## 具体的な方法
ボイストレーニングは、「声を出す」こと、すなわち発声の全般について考えながら行われる。喉・舌などの使い方を訓練する他、発音の訓練なども含まれる。
また、声は生身の体から出されることに鑑み、身体面のトレーニングが行われる。呼吸法、場合によっては体全体に関することも含まれる。
さらに、歌のボイストレーニングにおいては、声の響き方についても重要視している。

## 論点・課題

### 呼吸法か声区融合か
腹式呼吸や「横隔膜の支え」を重視し、喉から無駄な力みを無くす手法が非常に多くの支持を得ており最も一般的であるが、声区融合（胸声と仮声を融合させていくことを通して歌唱に理想的な声帯や喉頭の状態を習得する技術）を基盤とする手法も存在し、ネット上などでしばしば議論の対象となっている。
腹式呼吸派の意見の例としては、「仮声を混ぜたら、声が弱々しくなる。そんな不自然な発声を続けていくと、変な声になるだけであり、腹式呼吸を最大限に駆使して実声で歌うべきだ」というものがあり、仮声を出すことは声の障害を生む危険を含んでいるとする見解もある。
一方で声区融合派の意見の例としては、「呼吸法の技術は確かに安定して息を送ることで声も安定しやすくなるので有用であるが、声帯が正しく運動しないと、喉で声にうまく変換されず発声もうまくいかないため、呼吸法よりも声区融合によってもたらされる発声の技術の比重の方が大きい」というものがある。声区融合派の代表とも目されるコーネリウス･リード(Cornelius L. Reid)は著書「ベルカント唱法　その原理と実践」において「ある時期美しい声を持っていた歌手が、生涯それを持ち続けられなかったことは例は多いが、彼らが一度習得した呼吸法を忘れてしまったとは考えられない」として、呼吸法よりも声区融合によって習得される発声メカニズムの方が重要であるとしている。
しかし、発声法の研究に大きな影響を与えたフレデリック・フースラーは著書「うたうこと」において呼吸と声区（とその融合）の双方について細かく論じ、リードも「ベルカント唱法　その原理と実践」において呼吸について一つの章を割き、「横隔膜を＜くぼませないこと＞が大切です。」（原文ママ）と横隔膜の支えの重要性を説くなど、呼吸法と声区融合は相反するものではなく相互を補完するものであり、両方を研究することが重要であると考えられる。

### 科学的研究と実践の乖離
音声学や耳鼻咽喉学の専門家には、歌手や舞台俳優として一定の能力を持ったアマチュアはいても一流の人物は少なく、優れたプロの歌手や舞台俳優には音声学や耳鼻咽喉学についての知識が不十分であることが多い。そのためか、学問的研究者は机上の論理のみをもって伝統的指導法や発声法を「誤りである」と決め付けることが多く、逆に現場の人物は個人の感覚に頼った非科学的で音声学的に間違った説明や指導を行うことが多い。
一方、この乖離を埋めるべく、優れたプロの歌手が耳鼻咽喉科医の監修を受けたり解剖学の指導を医学部まで受けに行く例、医師が歌手と共同しボイストレーニングを行う例も見受けられる。

## 食べ物への指導
ボイストレーニングとして、食べ物への指導が行われる場合がある。
日本大学医学部の中村一博によると、歌手が避ける食べ物として、揚げ物は「脂質の摂り過ぎは血液をドロドロにしますし、塩分も過剰摂取すると、声帯がむくんで声は悪くなります」と述べている。
そのほか、香辛料、痰が絡みやすくなるため乳製品、アルコールやカフェインは利尿作用で喉が渇き声が出せなくなるため、炭酸水は歌の最中にげっぷがでるために避けるなどがある。